# 寺久保 (横浜市)
寺久保（てらくぼ）は、神奈川県横浜市中区の町名。住居表示未実施で、丁目は設けられていない。面積は0.148km²。 

## 地理
中区西部の根岸台地に位置し、北西は塚越、北東は簑沢、東は根岸台、南は根岸旭台、西は磯子区下町、坂下町および同馬場町に接する。町の半分以上を在日米軍の根岸住宅地区が占め、地区内に専用の小学校などがある。

## 歴史
元は中区根岸町の一部で、1933年（昭和8年）4月1日に分離・新設された。町名は、平らな入谷の地形を意味する「テラウチ」と同義とみられる。

## 世帯数と人口
2025年（令和7年）6月30日現在（横浜市発表）の世帯数と人口は以下の通りである。
| 町丁   | 世帯数  | 人口  |
| ------ | ------- | ----- |
| 寺久保 | 312世帯 | 704人 |

### 人口の変遷
国勢調査による人口の推移。
| 年                 | 人口 |
| ------------------ | ---- |
| 1995年（平成7年）  | 519  |
| 2000年（平成12年） | 521  |
| 2005年（平成17年） | 750  |
| 2010年（平成22年） | 744  |
| 2015年（平成27年） | 674  |
| 2020年（令和2年）  | 693  |

### 世帯数の変遷
国勢調査による世帯数の推移。
| 年                 | 世帯数 |
| ------------------ | ------ |
| 1995年（平成7年）  | 199    |
| 2000年（平成12年） | 205    |
| 2005年（平成17年） | 299    |
| 2010年（平成22年） | 287    |
| 2015年（平成27年） | 271    |
| 2020年（令和2年）  | 291    |

## 学区
市立小・中学校に通う場合、学区は以下の通りとなる（2024年11月時点）。
| 番地 | 小学校             | 中学校             |
| --- | ------------------ | ------------------ |
| 1〜4番地、5番地の2 11〜21番地、23番地 25番地、27〜29番地 110番地の4〜5、113番地の1〜2 114番地の2、134〜146番地 149〜150番地                                  | 横浜市立山元小学校 | 横浜市立平楽中学校 |
| 5番地の1 5番地の3〜10番地 22番地、24番地 26番地、30番地〜110番地の3 110番地の6〜112番地 113番地の3〜114番地の1 114番地の3〜133番地 147〜148番地、151番地以降 | 横浜市立根岸小学校 | 横浜市立根岸中学校 |

## 事業所
2021年現在の経済センサス調査による事業所数と従業員数は以下の通りである。
| 町丁   | 事業所数 | 従業員数 |
| ------ | -------- | -------- |
| 寺久保 | 15事業所 | 39人     |

### 事業者数の変遷
経済センサスによる事業所数の推移。
| 年                 | 事業者数 |
| ------------------ | -------- |
| 2016年（平成28年） | 13       |
| 2021年（令和3年）  | 15       |

### 従業員数の変遷
経済センサスによる従業員数の推移。
| 年                 | 従業員数 |
| ------------------ | -------- |
| 2016年（平成28年） | 39       |
| 2021年（令和3年）  | 39       |

## その他

### 日本郵便
- 郵便番号：231-0855[3]（集配局：横浜港郵便局[18]）

### 警察
町内の警察の管轄区域は以下の通りである。
| 番・番地等 | 警察署     | 交番・駐在所 |
| ---------- | ---------- | ------------ |
| 全域       | 山手警察署 | 根岸交番     |